# باله مکانیکی
«بالهٔ مکانیکی» (انگلیسی: Ballet Mécanique) فیلمی صامت به کارگردانی فرنان لژه و دادلی مورفی (به همراه تصاویری از من ری) است که سال ۱۹۲۴ ساخته شد. موسیقی فیلم کار جورج انتایل است.
بالهٔ مکانیکی از شاهکارهای فیلمسازی تجربی به‌شمار می‌رود.